# Milano Quarto Oggiaro
Milano Quarto Oggiaro (włoski: Stazione di Milano Quarto Oggiaro) – stacja kolejowa w Mediolanie, w regionie Lombardia, we Włoszech. Znajdują się tu 2 perony.
Na stacji zatrzymują się pociągi przewoźnika Trenord.

## Usługi
- Kasy biletowe
- Kiosk
- Bar
- Toaleta